# Python (Programmiersprache)
Python ([ˈpʰaɪθn̩], [ˈpʰaɪθɑn], auf Deutsch auch [ˈpʰyːtɔn]) ist eine universell nutzbare, üblicherweise interpretierte, höhere Programmiersprache. Sie hat den Anspruch, einen gut lesbaren, knappen Programmierstil zu fördern. So werden beispielsweise Blöcke nicht durch geschweifte Klammern, sondern durch Einrückungen strukturiert.
Python unterstützt mehrere Programmierparadigmen, z. B. die objektorientierte, die aspektorientierte und die funktionale Programmierung. Ferner bietet es eine dynamische Typisierung. Wie viele dynamische Sprachen wird Python oft als Skriptsprache genutzt. Die Sprache weist ein offenes, gemeinschaftsbasiertes Entwicklungsmodell auf, das durch die gemeinnützige Python Software Foundation gestützt wird, die die Definition der Sprache in der Referenzumsetzung CPython pflegt.

## Entwicklungsgeschichte

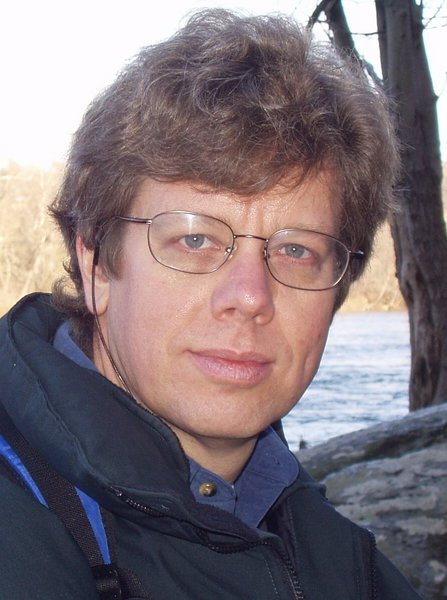
Guido van Rossum, der Entwickler von Python

Die Sprache wurde Anfang der 1990er Jahre von Guido van Rossum am Centrum Wiskunde & Informatica in Amsterdam als Nachfolger für die Programmier-Lehrsprache ABC entwickelt und war ursprünglich für das verteilte Betriebssystem Amoeba gedacht.
Der Name geht nicht, wie das Logo vermuten lässt, auf die gleichnamige Schlangengattung Python zurück, sondern bezog sich ursprünglich auf die englische Komikergruppe Monty Python. In der Dokumentation finden sich daher auch einige Anspielungen auf Sketche aus dem Flying Circus. Trotzdem etablierte sich die Assoziation zur Schlange, was sich unter anderem in der Programmiersprache Cobra sowie dem Python-Toolkit „Boa“ äußert.

Die erste Vollversion erschien im Januar 1994 unter der Bezeichnung Python 1.0. Gegenüber früheren Versionen wurden einige Konzepte der funktionalen Programmierung implementiert, die allerdings später wieder aufgegeben wurden. Von 1995 bis 2000 erschienen neue Versionen, die fortlaufend als Python 1.1, 1.2 etc. bezeichnet wurden.
Python 2.0 erschien am 16. Oktober 2000. Neue Funktionen umfassten eine voll funktionsfähige Garbage Collection (automatische Speicherbereinigung) und die Unterstützung für den Unicode-Zeichensatz.
Python 3.0 (auch Python 3000) erschien am 3. Dezember 2008 nach längerer Entwicklungszeit. Es beinhaltete einige tiefgreifende Änderungen an der Sprache, etwa das Entfernen von Redundanzen bei Befehlssätzen und veralteten Konstrukten. Da Python 3.0 hierdurch teilweise inkompatibel zu früheren Versionen wurde, beschloss die Python Software Foundation, Python 2.7 parallel zu Python 3 bis Ende 2019 weiter mit neuen Versionen zu unterstützen (für Hinweise zur letzten 2er-Version, zum Support-Ende und zur Migration siehe Abschnitt Ende von Python 2).

## Versionen
| Version | Patchversion | Veröffentlichung | Ende des vollen Supports | Ende der Sicherheitskorrekturen |
| ------- | ------------ | ---------------- | ------------------------ | ------------------------------- |
| 0.9     | 0.9.9        | 20. Feb. 1991    | 29. Juli 1993            |                                 |
| 1.0     | 1.0.4        | 26. Jan. 1994    | 15. Feb. 1994            |                                 |
| 1.1     | 1.1.1        | 11. Okt. 1994    | 10. Nov. 1994            |                                 |
| 1.2     |              | 13. Apr. 1995    | Unsupported              |                                 |
| 1.3     |              | 13. Okt. 1995    | Unsupported              |                                 |
| 1.4     |              | 25. Okt. 1996    | Unsupported              |                                 |
| 1.5     | 1.5.2        | 3. Jan. 1998     | 13. Apr. 1999            |                                 |
| 1.6     | 1.6.1        | 5. Sep. 2000     | Sep. 2000                |                                 |
| 2.0     | 2.0.1        | 16. Okt. 2000    | 22. Juni 2001            |                                 |
| 2.1     | 2.1.3        | 15. Apr. 2001    | 9. Apr. 2002             |                                 |
| 2.2     | 2.2.3        | 21. Dez. 2001    | 30. Mai 2003             |                                 |
| 2.3     | 2.3.7        | 29. Juni 2003    | 11. März 2008            |                                 |
| 2.4     | 2.4.6        | 30. Nov. 2004    | 19. Dez. 2008            |                                 |
| 2.5     | 2.5.6        | 19. Sep. 2006    | 26. Mai 2011             |                                 |
| 2.6     | 2.6.9        | 1. Okt. 2008     | 24. Aug. 2010            | 29. Okt. 2013                   |
| 2.7     | 2.7.18       | 3. Juli 2010     | 1. Jan. 2020             | 1. Jan. 2020                    |
| 3.0     | 3.0.1        | 3. Dez. 2008     | 27. Juni 2009            | 27. Juni 2009                   |
| 3.1     | 3.1.5        | 27. Juni 2009    | 12. Juni 2011            | 6. Apr. 2012                    |
| 3.2     | 3.2.6        | 20. Feb. 2011    | 13. Mai 2013             | 20. Feb. 2016                   |
| 3.3     | 3.3.7        | 29. Sep. 2012    | 8. März 2014             | 29. Sep. 2017                   |
| 3.4     | 3.4.10       | 16. März 2014    | 9. Aug. 2017             | 18. März 2019                   |
| 3.5     | 3.5.10       | 13. Sep. 2015    | 8. Aug. 2017             | 30. Sep. 2020                   |
| 3.6     | 3.6.15       | 23. Dez. 2016    | 24. Dez. 2018            | 23. Dez. 2021                   |
| 3.7     | 3.7.17       | 27. Juni 2018    | 27. Juni 2020            | 27. Juni 2023                   |
| 3.8     | 3.8.20       | 14. Okt. 2019    | 3. Mai 2021              | Okt. 2024                       |
| 3.9     | 3.9.21       | 5. Okt. 2020     | 17. Mai 2022             | Okt. 2025                       |
| 3.10    | 3.10.16      | 4. Okt. 2021     | Mai 2023                 | Okt. 2026                       |
| 3.11    | 3.11.11      | 24. Okt. 2022    | Mai 2024                 | Okt. 2027                       |
| 3.12    | 3.12.10      | 2. Okt. 2023     | Mai 2025                 | Okt. 2028                       |
| 3.13    | 3.13.1       | 1. Okt. 2024     | Okt. 2026                | Okt. 2029                       |
| 3.14    | [ 48 ]       | Okt. 2025        | Okt. 2027                | Okt. 2030                       |

| Legende: | Ältere Version; nicht mehr unterstützt | Ältere Version; noch unterstützt | Aktuelle Version | Aktuelle Vorabversion | Zukünftige Version |

## Ziele
Python wurde mit dem Ziel größter Einfachheit und Übersichtlichkeit entworfen. Dies wird vor allem durch zwei Maßnahmen erreicht. Zum einen kommt die Sprache mit relativ wenigen Schlüsselwörtern aus. Zum anderen ist die Syntax reduziert und auf Übersichtlichkeit optimiert. Dadurch lassen sich Python-basierte Skripte deutlich knapper formulieren als in anderen Sprachen.
Van Rossum legte bei der Entwicklung großen Wert auf eine Standardbibliothek, die überschaubar und leicht erweiterbar ist. Dies war Ergebnis seiner schlechten Erfahrung mit der Sprache ABC, in der das Gegenteil der Fall ist. Dieses Konzept ermöglicht, in Python Module aufzurufen, die in anderen Programmiersprachen geschrieben wurden, etwa um Schwächen von Python auszugleichen. Beispielsweise können für zeitkritische Teile in maschinennäheren Sprachen wie C implementierte Routinen aufgerufen werden. Umgekehrt lassen sich mit Python Module und Plug-ins für andere Programme schreiben, die die entsprechende Unterstützung bieten. Dies ist unter anderem bei Blender, Cinema 4D, GIMP, Maya, Nuke, OpenOffice bzw. LibreOffice, PyMOL, SPSS, QGIS oder KiCad der Fall.
Python ist eine Multiparadigmensprache. Das bedeutet, Python zwingt den Programmierer nicht zu einem einzigen Programmierstil, sondern erlaubt, das für die jeweilige Aufgabe am besten geeignete Paradigma zu wählen. Objektorientierte und strukturierte Programmierung werden vollständig unterstützt, funktionale und aspektorientierte Programmierung werden durch einzelne Elemente der Sprache unterstützt.
Die Freigabe nicht mehr benutzter Speicherbereiche erfolgt durch Referenzzählung.
Datentypen werden dynamisch verwaltet, eine automatische statische Typprüfung wie z. B. bei C++ gibt es nicht. Jedoch unterstützt Python ab Version 3.5 optionale Typ-Annotationen, um eine statische Typprüfung mithilfe externer Software, wie zum Beispiel Mypy, zu vereinfachen.

## Datentypen und Strukturen

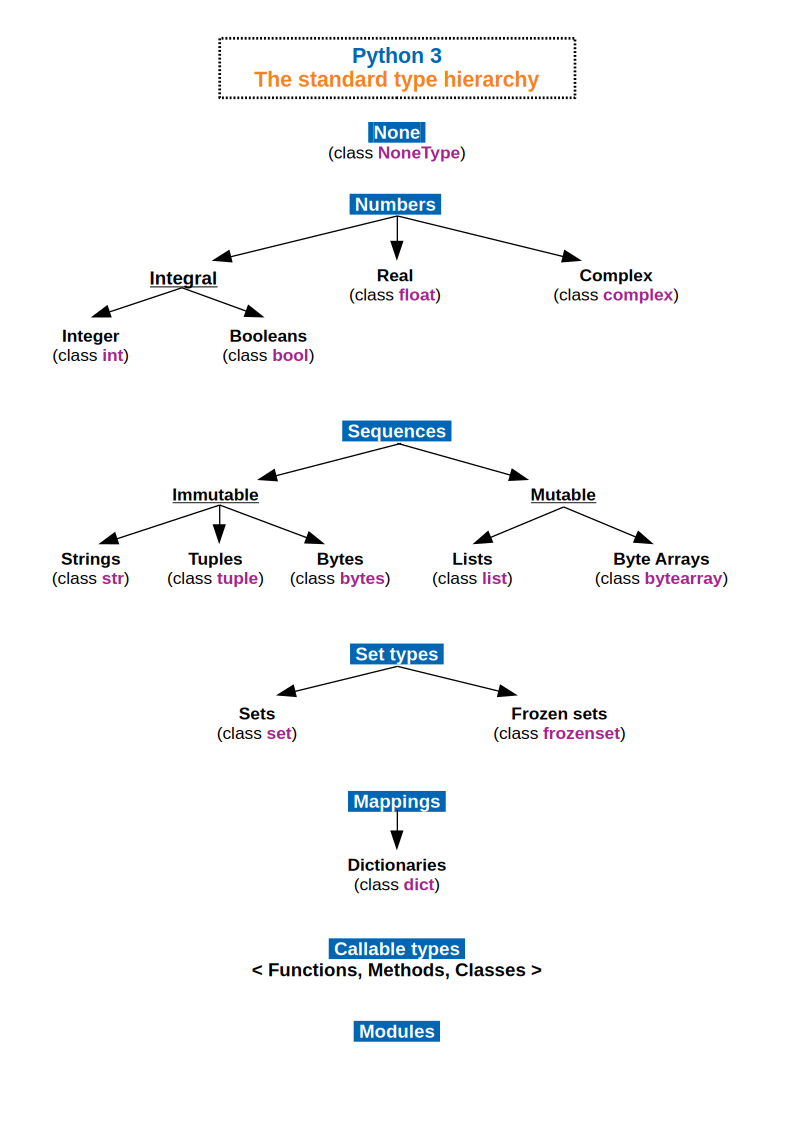
Datentypen und Strukturen

Python besitzt eine größere Anzahl von grundlegenden Datentypen. Neben der herkömmlichen Arithmetik unterstützt es transparent auch beliebig große Ganzzahlen und komplexe Zahlen.
Die üblichen Zeichenkettenoperationen werden unterstützt. Zeichenketten sind in Python allerdings unveränderliche Objekte (wie auch in Java). Daher geben Operationen, die eine Zeichenkette verändern sollen – wie z. B. durch Ersetzen von Zeichen – immer eine neue Zeichenkette zurück.
In Python ist alles ein Objekt: Klassen, Typen, Methoden, Module etc. Der Datentyp ist jeweils an das Objekt (den Wert) gebunden und nicht an eine Variable, d. h. Datentypen werden dynamisch vergeben, so wie bei Smalltalk oder Lisp – und nicht wie bei Java.
Trotz der dynamischen Typverwaltung enthält Python eine gewisse Typprüfung. Diese ist strenger als bei Perl, aber weniger strikt als etwa bei Objective CAML.
Implizite Umwandlungen nach dem Duck-Typing-Prinzip sind unter anderem für numerische Typen definiert, sodass man beispielsweise eine komplexe Zahl mit einer langen Ganzzahl ohne explizite Typumwandlung multiplizieren kann.
Mit dem Format-Operator % gibt es eine implizite Umwandlung eines Objekts in eine Zeichenkette. Der Operator == überprüft zwei Objekte auf (Wert-)Gleichheit. Der Operator is überprüft die tatsächliche Identität zweier Objekte.

### Sammeltypen
Python besitzt mehrere Sammeltypen, darunter Listen, Tupel, Mengen (Sets) und assoziative Arrays (Dictionaries). Listen, Tupel und Zeichenketten sind Folgen (Sequenzen, Felder) und kennen fast alle die gleichen Methoden: Über die Zeichen einer Kette kann man ebenso iterieren wie über die Elemente einer Liste. Außerdem gibt es die unveränderlichen Objekte, die nach ihrer Erzeugung nicht mehr geändert werden können. Listen sind z. B. erweiterbare Felder, wohingegen Tupel und Zeichenketten eine feste Länge haben und unveränderlich sind.
Der Zweck solcher Unveränderlichkeit hängt z. B. mit den Dictionaries zusammen, einem Datentyp, der auch als assoziatives Array bezeichnet wird. Um die Datenkonsistenz zu sichern, müssen die Schlüssel eines Dictionary vom Typ „unveränderlich“ sein. Die ins Dictionary eingetragenen Werte können dagegen von beliebigem Typ sein.
Sets sind Mengen von Objekten und in CPython ab Version 2.4 im Standardsprachumfang enthalten. Diese Datenstruktur kann beliebige (paarweise unterschiedliche) Objekte aufnehmen und stellt Mengenoperationen wie beispielsweise Durchschnitt, Differenz und Vereinigung zur Verfügung.

### Objektsystem
Das Typsystem von Python ist auf das Klassensystem abgestimmt. Obwohl die eingebauten Datentypen genau genommen keine Klassen sind, können Klassen von einem Typ erben. So kann man die Eigenschaften von Zeichenketten oder Wörterbüchern erweitern – auch von Ganzzahlen. Python unterstützt Mehrfachvererbung.
Die Sprache unterstützt direkt den Umgang mit Typen und Klassen. Typen können ausgelesen (ermittelt) und verglichen werden und verhalten sich wie Objekte – tatsächlich sind die Typen (wie in Smalltalk) selbst ein Objekt. Die Attribute eines Objektes können als Wörterbuch extrahiert werden.

## Syntax
Eines der Entwurfsziele für Python war die gute Lesbarkeit des Quellcodes. Die Anweisungen benutzen häufig englische Schlüsselwörter, wo andere Sprachen Symbole einsetzen (z. B. or statt ||). Für strukturierte Programmierung besitzt Python die folgenden Elemente:
- Schleifen (wiederholte Ausführung):
  - for … else zur Iteration über die Elemente einer Sequenz
  - while … else zur Wiederholung, solange ein Ausdruck den Boolean-Wert True hat
- Verzweigungen (bedingte Ausführung):
  - if … elif … else für bedingte Verzweigungen
  - match … case … if für strukturiertes Pattern Matching
- Exceptions (Ausführung im Fehlerfall):
  - try … except … else … finally für Ausnahmebehandlungen
  - with zum Ausführen eines Blocks mit einem Kontext-Manager

Im Gegensatz zu vielen anderen Sprachen können for- und while-Schleifen einen else-Zweig haben. Dieser wird nur ausgeführt, wenn die Schleife vollständig durchlaufen und nicht mittels break, return oder einer Ausnahme abgebrochen wurde.

### Strukturierung durch Einrücken
Python benutzt wie Miranda und Haskell Einrückungen als Strukturierungselement. Diese Idee wurde erstmals von Peter J. Landin vorgeschlagen und von ihm off-side rule („Abseitsregel“) genannt. In den meisten anderen Programmiersprachen werden Blöcke durch Klammern oder Schlüsselwörter markiert, während unterschiedlich große Leerräume außerhalb von Zeichenketten keine spezielle Semantik tragen. Laut van Rossum verhindert Einrückung als Teil der Sprachsyntax Missverständnisse des Programmierers, spart Raum im Vergleich zu Einrückungskonventionen, die Klammern in eine eigene Zeile setzen und setzt Stil-Diskussionen ein Ende.
Hierzu als Beispiel die Berechnung der Fakultät einer Ganzzahl, einmal in C und einmal in Python:
Fakultätsfunktion in C:
```
int
 
factorial
(
int
 
x
)
 
{

    
if
 
(
x
 
<=
 
1
)
 
{

        
return
 
1
;

    
}

    
return
 
x
 
*
 
factorial
(
x
 
-
 
1
);

}

```

Die gleiche Funktion in Python:
```
def
 
factorial
(
x
):

    
if
 
x
 
<=
 
1
:

        
return
 
1

    
return
 
x
 
*
 
factorial
(
x
 
-
 
1
)

```

Es ist jedoch darauf zu achten, die Einrückungen im gesamten Programmtext gleich zu gestalten. Die gemischte Verwendung von Leerzeichen und Tabulatorzeichen kann zu Problemen führen, da der Python-Interpreter Tabulatoren im Abstand von acht Leerzeichen annimmt. Je nach Konfiguration des Editors können Tabulatoren optisch mit weniger als acht Leerzeichen dargestellt werden, was zu Syntaxfehlern oder ungewollter Programmstrukturierung führen kann. Als vorbeugende Maßnahme kann man den Editor Tabulatorzeichen durch eine feste Anzahl von Leerzeichen ersetzen lassen. Die Python-Distribution enthält in der Standardbibliothek das Modul tabnanny, welches die Vermischung von Tabulator- und Leerzeichen zu erkennen und beheben hilft.
Man kann die Fakultätsfunktion aber auch wie in C einzeilig mit ternärem Operator formulieren:
Die Fakultätsfunktion in C:
```
int
 
factorial
(
int
 
x
)
 
{

    
return
 
x
 
<=
 
1
 
?
 
1
 
:
 
x
 
*
 
factorial
(
x
 
-
 
1
);

}

```

Die Fakultätsfunktion in Python:
```
def
 
factorial
(
x
):

    
return
 
1
 
if
 
x
 
<=
 
1
 
else
 
x
 
*
 
factorial
(
x
 
-
 
1
)

```

### Funktionales Programmieren
Coconut und andere Erweiterungen erleichtern das funktionale Programmieren in Python. Darüber hinaus lässt sich dies auch mit dem herkömmlichen Python realisieren:
Ausdrucksstarke syntaktische Elemente zur funktionalen Programmierung vereinfachen das Arbeiten mit Listen und anderen Sammeltypen. Eine solche Vereinfachung ist die Listennotation, die aus der funktionalen Programmiersprache Haskell stammt; hier bei der Berechnung der ersten fünf Zweierpotenzen:
```
zahlen
 
=
 
[
1
,
 
2
,
 
3
,
 
4
,
 
5
]

zweierpotenzen
 
=
 
[
2
 
**
 
n
 
for
 
n
 
in
 
zahlen
]

```

Weil in Python Funktionen als Argumente auftreten dürfen, kann man auch ausgeklügeltere Konstruktionen ausdrücken, wie den Continuation-Passing Style.
Pythons Schlüsselwort lambda könnte manche Anhänger der funktionalen Programmierung fehlleiten. Solche lambda-Blöcke in Python können nur Ausdrücke enthalten, aber keine Anweisungen. Damit werden solche Anweisungen generell nicht verwendet, um eine Funktion zurückzugeben. Die übliche Vorgehensweise ist stattdessen, den Namen einer lokalen Funktion zurückzugeben. Das folgende Beispiel zeigt dies anhand einer einfachen Funktion nach den Ideen von Haskell Brooks Curry:
```
def
 
add_and_print_maker
(
x
):

    
def
 
temp
(
y
):

        
print
(
f
'
{
x
}
 + 
{
y
}
 = 
{
x
 
+
 
y
}
'
)

    
return
 
temp

```

Damit ist auch Currying auf einfache Art möglich, um generische Funktionsobjekte auf problemspezifische herunterzubrechen. Hier ein einfaches Beispiel:
```
def
 
curry
(
func
,
 
known_argument
):

    
return
 
lambda
 
unknown_argument
:
 
func
(
unknown_argument
,
 
known_argument
)

```

Wird die curry-Funktion aufgerufen, erwartet diese eine Funktion mit zwei notwendigen Parametern sowie die Parameterbelegung für den zweiten Parameter dieser Funktion. Der Rückgabewert von curry ist eine Funktion, die das Gleiche tut wie func, aber nur noch einen Parameter benötigt.
Closures sind mit den o. g. Mechanismen in Python ebenfalls einfach möglich. Ein simples Beispiel für einen Stack, intern durch eine Liste repräsentiert:
```
def
 
stack
():

    
l
 
=
 
[]

    
def
 
pop
():

        
if
 
not
 
is_empty
():

            
return
 
l
.
pop
()

    
def
 
push
(
element
):

        
l
.
append
(
element
)

    
def
 
is_empty
():

        
return
 
len
(
l
)
 
==
 
0

    
return
 
pop
,
 
push
,
 
is_empty

pop
,
 
push
,
 
is_empty
 
=
 
stack
()

```

Auf diese Weise erhält man die drei Funktionsobjekte pop, push, is_empty, um den Stack zu modifizieren bzw. auf enthaltene Elemente zu prüfen, ohne dabei auf l direkt zuzugreifen.

### Ausnahmebehandlung
Python nutzt ausgiebig die Ausnahmebehandlung (englisch exception handling) als ein Mittel, um Fehlerbedingungen zu testen. Dies ist so weit in Python integriert, dass es teilweise sogar möglich ist, Syntaxfehler abzufangen und zur Laufzeit zu behandeln.
Ausnahmen haben einige Vorteile gegenüber anderen beim Programmieren üblichen Verfahren der Fehlerbehandlung (wie z. B. Fehler-Rückgabewerte und globale Statusvariablen). Sie sind Thread-sicher und können leicht bis in die höchste Programmebene weitergegeben oder an einer beliebigen anderen Ebene der Funktionsaufruffolge behandelt werden. Der korrekte Einsatz von Ausnahmebehandlungen beim Zugriff auf dynamische Ressourcen erleichtert es zudem, bestimmte auf Race Conditions basierende Sicherheitslücken zu vermeiden, die entstehen können, wenn Zugriffe auf bereits veralteten Statusabfragen basieren.
Der Python-Ansatz legt den Einsatz von Ausnahmen nahe, wann immer eine Fehlerbedingung entstehen könnte. Nützlich ist dieses Prinzip beispielsweise bei der Konstruktion robuster Eingabeaufforderungen:
```
while
 
True
:

    
num
 
=
 
input
(
"Eine ganze Zahl eingeben: "
)

    
try
:

        
num
 
=
 
int
(
num
)

    
except
 
ValueError
:

        
print
(
"Eine _Zahl_, bitte!"
)

    
else
:

        
break

```

Dieses Programmstück fragt den Benutzer so lange nach einer Zahl, bis dieser eine Zeichenfolge eingibt, die sich per int() in eine Ganzzahl konvertieren lässt. Durch die Ausnahmebehandlung wird hier vermieden, dass eine Fehleingabe zu einem Laufzeitfehler führt, der das Programm zum Abbruch zwingt.
Ebenso kann auch das hier nicht berücksichtigte Interrupt-Signal (SIGINT, häufig Strg+C) mittels Ausnahmebehandlung in Python abgefangen und behandelt werden (except KeyboardInterrupt: …).

## Standardbibliothek
Die mächtige Standardbibliothek ist eine der größten Stärken von Python, wodurch es sich für viele Anwendungen eignet. Der überwiegende Teil davon ist plattformunabhängig, so dass auch größere Python-Programme oft auf Unix, Windows, macOS und anderen Plattformen ohne Änderung laufen. Die Module der Standardbibliothek können mit in C oder Python selbst geschriebenen Modulen ergänzt werden.
Die Standardbibliothek ist besonders auf Internetanwendungen zugeschnitten, mit der Unterstützung einer großen Anzahl von Standardformaten und -protokollen (wie MIME und HTTP). Module zur Schaffung grafischer Benutzeroberflächen, zur Verbindung mit relationalen Datenbanken und zur Manipulation regulärer Ausdrücke sind ebenfalls enthalten.

## Grafische Benutzeroberflächen (GUI)
Mit Hilfe des mitgelieferten Moduls Tkinter kann in Python (wie in Perl und Tcl) schnell eine grafische Benutzeroberfläche (GUI) mit Tk erzeugt werden. Es gibt darüber hinaus eine Vielzahl von weiteren Wrappern von anderen Anbietern. Sie stellen Anbindungen (englisch language bindings) zu GUI-Toolkits wie z. B. PyGTK, PyQt, wxPython, PyObjC und PyFLTK zur Verfügung.
Neben Tkinter wird auch ein Modul zum Zeichnen von Turtle-Grafiken mitgeliefert.

### Beispiel zum Tkinter-Modul

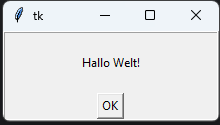
Beispiel für ein einfaches Tkinter-Fenster

```
from
 
tkinter
 
import
 
*

fenster
 
=
 
Tk
()

fenster
.
geometry
(
"200x100"
)

label
 
=
 
Label
(
fenster
,
 
text
=
"Hallo Welt!"
)

label
.
pack
()

def
 
befehl
():

    
fenster
.
destroy
()

button
 
=
 
Button
(
fenster
,
 
text
=
"OK"
,
 
command
=
befehl
)

button
.
pack
()

fenster
.
mainloop
()

```

#### Weitere Beispiele

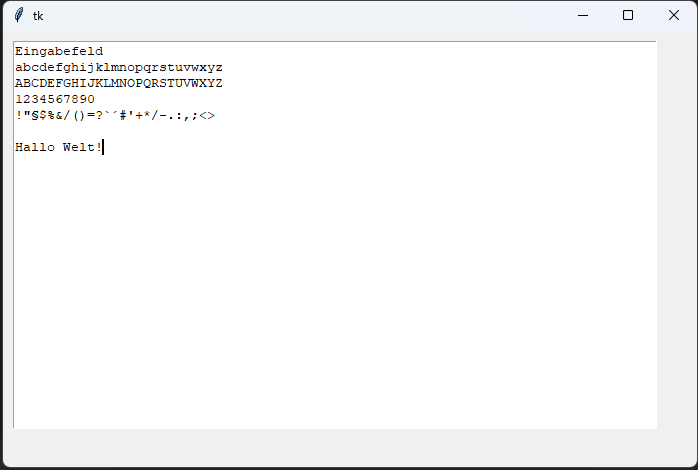
Text-Widget
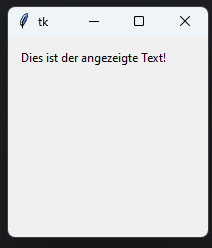
Label-Widget
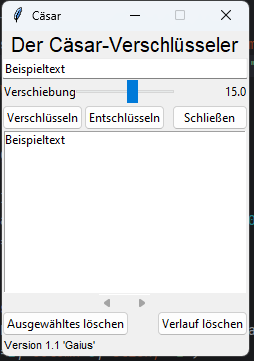
Der Cäsar-Verschlüsseler (v1.1)
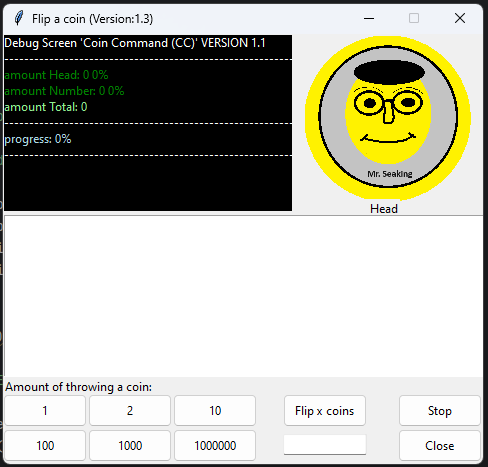
Flip a coin (v1.3)

### Beispiel zum Turtle-Grafik-Modul

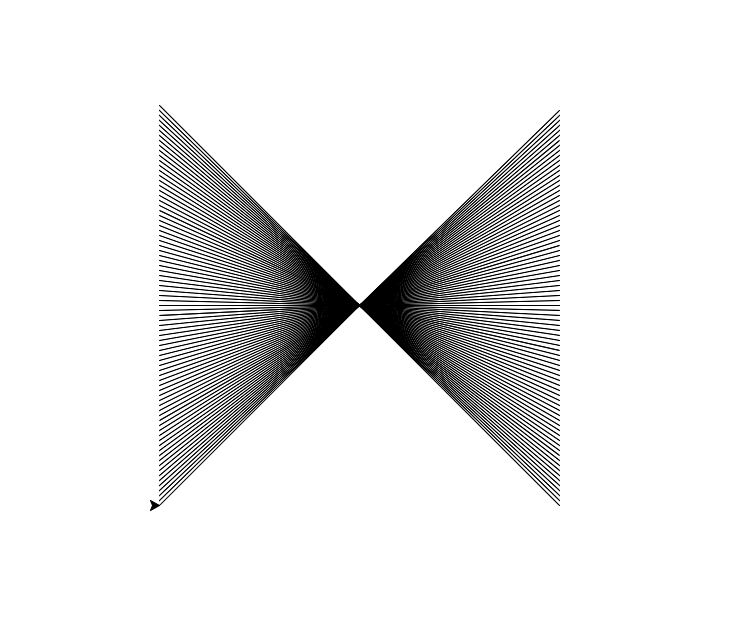
Ergebnis des angegebenen Quellcodes

```
import
 
turtle

from
 
turtle
 
import
 
speed
,
 
reset
,
 
goto

reset
()

speed
(
0
)

turtle
.
x
 
=
 
-
200

turtle
.
y
 
=
 
200

while
 
turtle
.
y
 
!=
 
-
200
:

    
goto
(
turtle
.
x
,
 
turtle
.
y
)

    
turtle
.
x
 
=
 
-
 
turtle
.
x

    
turtle
.
y
 
=
 
-
 
turtle
.
y

    
goto
(
turtle
.
x
,
 
turtle
.
y
)

    
goto
(
0
,
 
0
)

    
turtle
.
y
 
=
 
-
 
turtle
.
y

    
turtle
.
x
 
=
 
-
 
turtle
.
x

    
turtle
.
y
 
-=
 
5

```

#### Weitere Grafiken

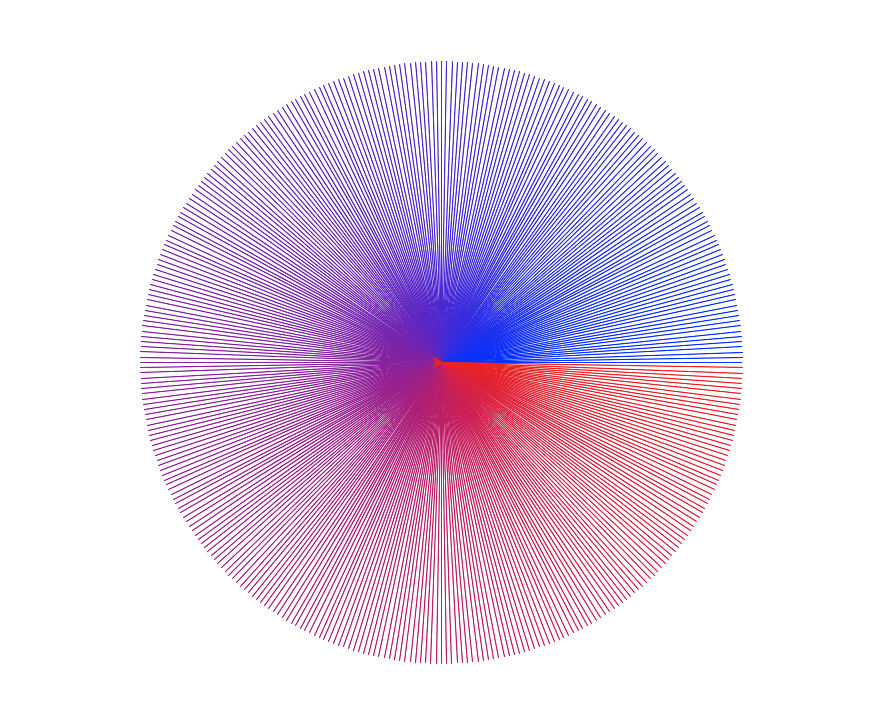
Bunter Kreis
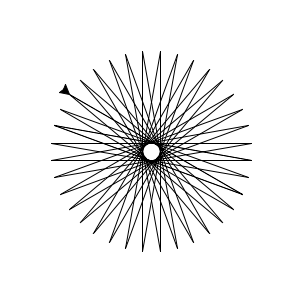
Stern
Die Turtle zeichnet ein Quadrat

## Beispiel
Als nicht triviales Beispiel sei hier der kompakte Sortieralgorithmus Quicksort angegeben:
```
def
 
quicksort
(
liste
):

    
if
 
len
(
liste
)
 
<=
 
1
:

        
return
 
liste

    
pivotelement
 
=
 
liste
.
pop
()

    
links
  
=
 
[
element
 
for
 
element
 
in
 
liste
 
if
 
element
 
<
 
pivotelement
]

    
rechts
 
=
 
[
element
 
for
 
element
 
in
 
liste
 
if
 
element
 
>=
 
pivotelement
]

    
return
 
quicksort
(
links
)
 
+
 
[
pivotelement
]
 
+
 
quicksort
(
rechts
)

```

Hier ermöglicht insbesondere die Listennotation für die Variablen links und rechts eine kompakte Darstellung. Zum Vergleich eine iterative Formulierung dieser zwei Zeilen:
```
...

    
links
,
 
rechts
 
=
 
[],
 
[]
          
# leere Listen für links und rechts anlegen

    
pivotelement
 
=
 
liste
.
pop
()
      
# das letzte Element aus der Liste nehmen als Referenz

    
for
 
element
 
in
 
liste
:
           
# die restlichen Elemente der Liste durchlaufen ...

        
if
 
element
 
<
 
pivotelement
:
  
# ... und mit dem Pivot-Element vergleichen

            
links
.
append
(
element
)
   
# wenn kleiner, dann an linke Liste anhängen

        
else
:

            
rechts
.
append
(
element
)
  
# ansonsten, wenn nicht kleiner, dann an rechte Liste anhängen

...

```

Dies ist nur ein Beispiel für die gesparte Schreibarbeit durch die Listennotation. Tatsächlich ist in diesem Fall die iterative Formulierung die schnellere, da pro Durchgang nur einmal über das Feld „liste“ iteriert wird und nicht zweimal wie in der Listennotation.

## Interaktive Benutzung
So wie Lisp, Ruby, Groovy und Perl unterstützt der Python-Interpreter auch einen interaktiven Modus, in dem Ausdrücke am Terminal eingegeben und die Ergebnisse sofort betrachtet werden können. Das ist nicht nur für Neulinge angenehm, die die Sprache lernen, sondern auch für erfahrene Programmierer: Code-Stückchen können interaktiv ausgiebig getestet werden, bevor man sie in ein geeignetes Programm aufnimmt.
Darüber hinaus steht mit Python Shell ein Kommandozeileninterpreter für verschiedene unixoide Computer-Betriebssysteme zur Verfügung, der neben klassischen Unix-Shellkommandos auch direkte Eingaben in Python-Form verarbeiten kann. IPython ist eine populäre interaktive Python-Shell mit stark erweiterter Funktionalität.

## Implementierungen
Interpreter
CPython ist die offizielle oder Referenzimplementierung der Programmiersprache Python und deren Interpreter.
Daneben gibt es einen in Java implementierten Python-Interpreter namens Jython, mit dem die Bibliothek der Java-Laufzeitumgebung für Python verfügbar gemacht wird.
Compiler
Außer den oben genannten Interpretern existieren Compiler, die Python-Code in eine andere Programmiersprache übersetzen.
Mit Cython kann Python-Code in effiziente C-Erweiterungen übersetzt oder externer C++- oder C-Code angebunden werden.
Ebenso existiert der Compiler IronPython für die .Net-Framework- bzw. Mono-Plattform.
Um Python als Skriptsprache für Programme in C++ zu nutzen, werden zumeist die Boost-Python-Bibliothek oder (in neueren Projekten) Cython verwendet.
Ein Python-Parser für Parrot und ein in Python geschriebener Just-in-time-Compiler für Python, PyPy, welcher von der EU gefördert wurde, sind ebenfalls in Entwicklung.
Auch die Python-Variante Pyston verwendet Just-in-time-Compilierung und beschleunigt so die Ausführung von Python-Programmen.
Außerdem existiert ein Python-Interpreter für Mikrocontroller namens MicroPython.

## Entwicklungsumgebung
Neben IDLE, das oft mit Python installiert wird und hauptsächlich aus einer Textumgebung und einer Shell besteht, wurden auch einige vollwertige Entwicklungsumgebungen (IDEs) für Python entwickelt, beispielsweise Eric Python IDE, Spyder oder PyCharm. Weiterhin gibt es Plug-ins für größere IDEs wie Eclipse, Visual Studio, IntelliJ IDEA und NetBeans. Texteditoren für Programmierer wie Vim und Emacs lassen sich auch für Python anpassen: Ein einfacher Python-Mode ist bereits integriert, und komfortablere Erweiterungen können hinzugefügt werden.
Für die verschiedenen GUI-Toolkits, wie z. B. Tkinter (GUI-Builder), WxPython (wxGlade), PyQt (Qt Designer), PySide, PyGTK (Glade), Kivy oder PyFLTK gibt es teils eigene Editoren, mit denen sich grafische Benutzeroberflächen auf vergleichsweise einfache Art aufbauen lassen.

## Paketverwaltung
Python unterstützt die Erstellung von Paketen; dabei helfen distutils und setuptools. Die Pakete werden auf PyPI, dem Python Package Index, gespeichert und von dort zur Installation abgerufen. Als Paketmanager wird üblicherweise pip oder auf alten Systemen auch easy_install eingesetzt. Paketversionen der Anaconda (Python-Distribution) werden von der Paketverwaltung conda verwaltet.

## Verbreitung und Einsatz
Python ist für die meisten gängigen Betriebssysteme frei erhältlich und bei den meisten Linux-Distributionen im Standardumfang enthalten. Um Python in Webserver einzubinden, wird Webserver-umgreifend WSGI verwendet, welches die Nachteile von CGI umgeht. WSGI stellt eine universelle Schnittstelle zwischen Webserver und Python(-Framework) zur Verfügung.
Eine Reihe von Web-Application-Frameworks nutzt Python, darunter Django, Pylons, SQLAlchemy, TurboGears, web2py, Flask und Zope. Ferner gibt es einen Python-Interpreter für das Symbian-Betriebssystem, so dass Python auf verschiedenen Mobiltelefonen verfügbar ist. In der Version 2.5.1 ist Python ein Bestandteil von AmigaOS 4.0.

### Kommerzieller Einsatz
Bekannte kommerzielle Projekte, etwa Google Suche und YouTube, basieren in Teilen auf Python. Auch in der Spieleindustrie findet die Sprache bisweilen Einsatz, etwa in EVE Online, World in Conflict und Civilization IV.

### In der Lehre
Python wird gern in der Lehre eingesetzt, da Python auf der einen Seite einsteigerfreundlich ist, auf der anderen Seite aber auch leistungsfähig und mächtig genug, um theoretische Grundlagen der Programmierung zu vermitteln und um moderne Anwendungen bis hin zu komplexen Datenanalysen, grafischer Programmierung oder Datenbankanwendungen zu entwickeln. Lehrbücher, die sich explizit an junge Menschen ohne Programmiererfahrung wenden, unterstützen und unterstreichen diese Entwicklung.
Im Rahmen des Projektes 100-Dollar-Laptop wird Python als Standardsprache der Benutzeroberfläche verwendet. Da der 100-Dollar-Rechner für die Schulausbildung von Kindern konzipiert ist, soll bei Benutzung der dafür gestalteten grafischen Benutzeroberfläche „Sugar“ auf Knopfdruck der gerade laufende Python-Quellcode angezeigt werden. Damit soll Kindern die Möglichkeit gegeben werden, die dahinter liegende Informationstechnik real zu erleben und nach Belieben „hinter die Kulissen“ zu schauen.
Der Einplatinen-Computer Raspberry Pi (Python Interpreter) sollte ursprünglich mit einem im ROM integrierten Python-Interpreter ausgeliefert werden. Auch heute ist Python eine der bevorzugtesten Sprachen für den Raspberry Pi. Sein Standard-Betriebssystem Raspberry Pi OS kommt mit einer großen Python-Bibliothek zur Ansteuerung der Hardware.
Python wird weltweit in der Informatikausbildung an Schulen und Universitäten eingesetzt. So steht inzwischen eine Reihe von (kostenlosen) didaktisch konzipierten Online-Lernplattformen zu Python für Schule und Selbststudium ab dem 6. Schuljahr zur Verfügung – meist in mehreren Sprachen. Der Online-Kurs Computer Science Circles z. B. wird von der Universität Waterloo in Kanada bereitgestellt. Die deutsche Version wird betrieben von den deutschen Bundesweiten Informatikwettbewerben. TigerJython, gehostet von der Pädagogischen Hochschule Bern, wird vor allem in der Schweiz im Informatikunterricht eingesetzt.

### In der Wissenschaft
In der Wissenschaftsgemeinde genießt Python große Verbreitung, hauptsächlich wegen des einfachen Einstiegs in die Programmierung und der großen Auswahl wissenschaftlicher Bibliotheken. Oft wird Python hier innerhalb eines Jupyter Notebooks genutzt. Numerische Rechnungen und die visuelle Aufbereitung der Ergebnisse in Graphen werden meist mit NumPy und der Matplotlib erledigt. Anaconda und SciPy bündeln viele wissenschaftliche Python-Bibliotheken und machen sie somit einfacher zugänglich. Mit TensorFlow, Keras, Scikit-learn, PyTorch u. a. gibt es große Bibliotheken zur Forschung und Nutzung von maschinellem Lernen und Deep Learning (Künstliche Intelligenz).

## Ende von Python 2
Die Unterstützung für Python 2 ist beendet. Die letzte 2er-Version war die 2.7.18 vom 20. April 2020; seit diesem Datum wird Python 2 nicht mehr unterstützt. Es gibt aber vielfältige und umfangreiche Dokumentationen zum Umstieg und auch Tools, die bei der Migration helfen oder es ermöglichen, Code zu schreiben, der mit Python 2 und 3 funktioniert.

## Kritik
Bei der Definition von Methoden muss der Parameter self, der der Instanz entspricht, deren Methode aufgerufen wird, explizit als Parameter angegeben werden. Dies wird von Andrew Kuchling, Autor und langjähriger Python-Entwickler, als unelegant und nicht objektorientiert empfunden. Python-Schöpfer van Rossum verweist hingegen darauf, dass es nötig sei, um bestimmte wichtige Konstrukte zu ermöglichen. Einer der Python-Grundsätze lautet zudem „Explicit is better than implicit“.
Bis zur Version 3.0 wurde kritisiert, dass in einer Methodendefinition der Aufruf der Basisklassenversion derselben Methode die explizite Angabe der Klasse und Instanz erfordert. Dies wurde als Verletzung des DRY-Prinzips („Don’t repeat yourself“) gesehen; außerdem behinderte es Umbenennungen. In Python 3.0 wurde dieser Kritikpunkt behoben.
Auf Multiprozessor-Systemen behindert der sogenannte Global Interpreter Lock (GIL) von CPython die Effizienz von Python-Anwendungen, die softwareseitiges Multithreading benutzen. Diese Beschränkung existiert unter Jython oder IronPython nicht. Bislang war von offizieller Seite nicht geplant, den GIL zu ersetzen, beginnend mit Version 3.13 kann dieser nun aber mithilfe eines Flags deaktiviert werden. Alternativ wird empfohlen, mehrere miteinander kommunizierende Prozesse anstelle von Threads zu verwenden.
In den vorherrschenden Implementationen ist die Ausführungsgeschwindigkeit niedriger als bei vielen kompilierbaren Sprachen, aber ähnlich wie bei Perl, PHP, Dart und Ruby. Das liegt zum Teil daran, dass bei der Entwicklung von CPython der Klarheit des Codes gegenüber der Geschwindigkeit Vorrang eingeräumt wird. Man beruft sich dabei auf Autoritäten wie Donald Knuth und Tony Hoare, die von verfrühter Optimierung abraten. Wenn Geschwindigkeitsprobleme auftreten, die nicht durch Optimierung des Python-Codes gelöst werden können, werden stattdessen JIT-Compiler wie PyPy verwendet oder zeitkritische Funktionen in maschinennähere Sprachen wie C oder Cython ausgelagert.

### Tutorials

#### Für Anfänger
- Python Examples (englisch)
- Online-Kurse und Tutorials für Python 2 und 3. Python-Kurs.eu
- Online-Kurs. University of Waterloo (deutsch, englisch, französisch)
- Practical programming for total beginners. Automate the Boring Stuff with Python (englisch)
- Einstieg in Python, Michael Weigend (deutsch)
- Python: Grafische Benutzeroberflächen für Python-Skripte erstellen, Veikko Krypczyk (deutsch)

#### Für Fortgeschrittene
- PythonProgramming.net: Python-Tutorials für Data analysis, Machine learning & GUIs (englisch)
- PyData: Python-Vorträge und -Tutorials für Data analysis, Machine learning etc. (englisch)
- Awesome Python: Liste von Frameworks, Bibliotheken und Ressourcen, nach Themen gegliedert (englisch)
- Python 3 – Das umfassende Handbuch: Rheinwerk openbook zu Python 3 (deutsch)

#### Für Kinder
- Snake Wrangling for Kids – Learning to Program with Python von Jason R. Briggs, für Kinder ab acht Jahren (englisch)
- Schlangengerangel für Kinder – Programmieren Lernen für Kinder (PDF; 2,1 MB) für Kinder ab acht Jahren (deutsch)